# Malpighienartige

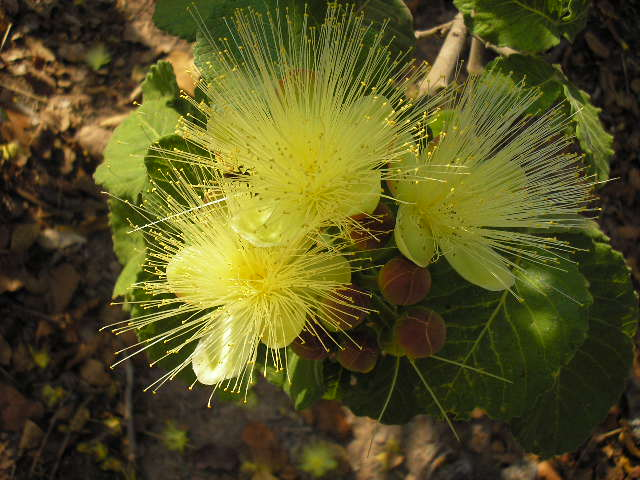
Caryocar brasiliense, Caryocaraceae

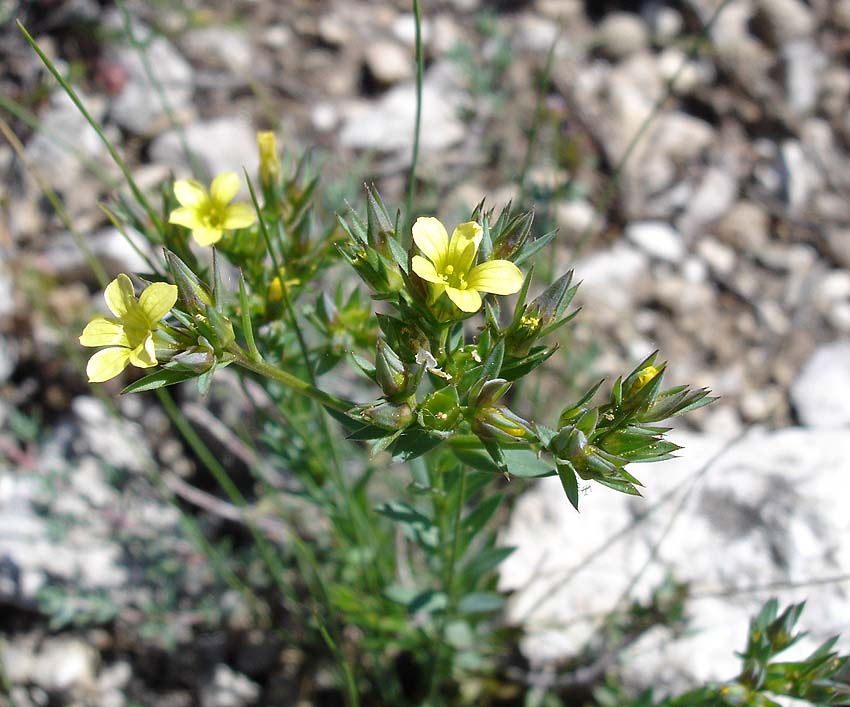
Linum strictum, Linaceae

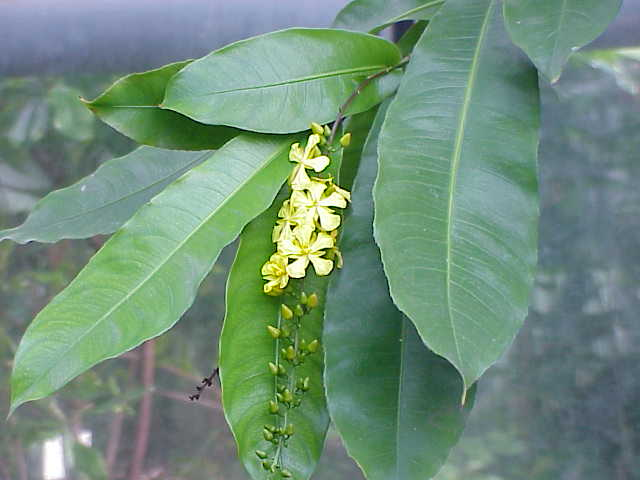
Campylospermum schoenleinianum, Ochnaceae

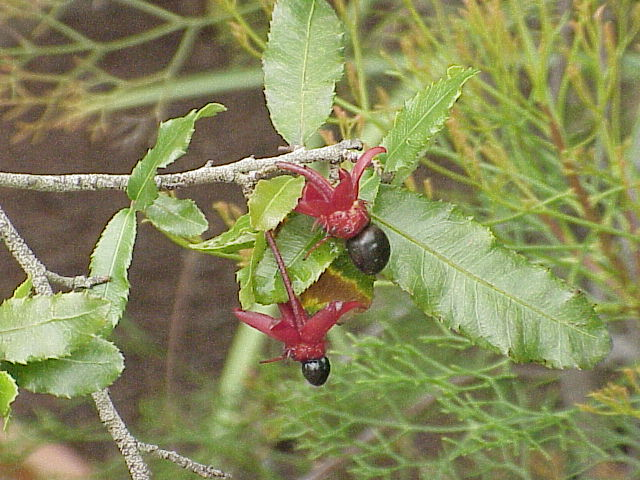
Ochna serrulata, Ochnaceae

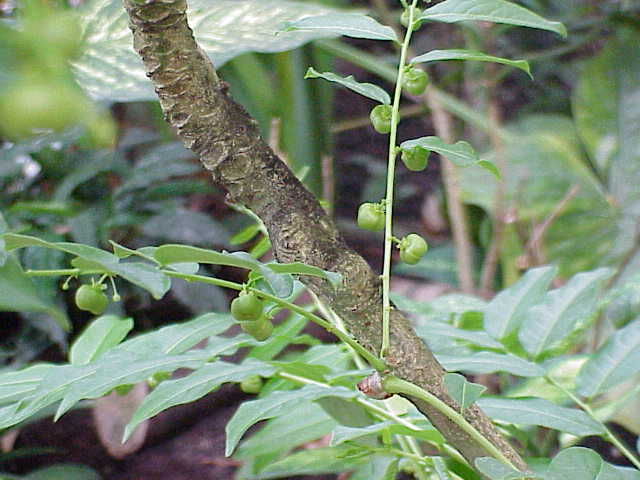
Phyllanthus juglandifolius, Phyllanthaceae

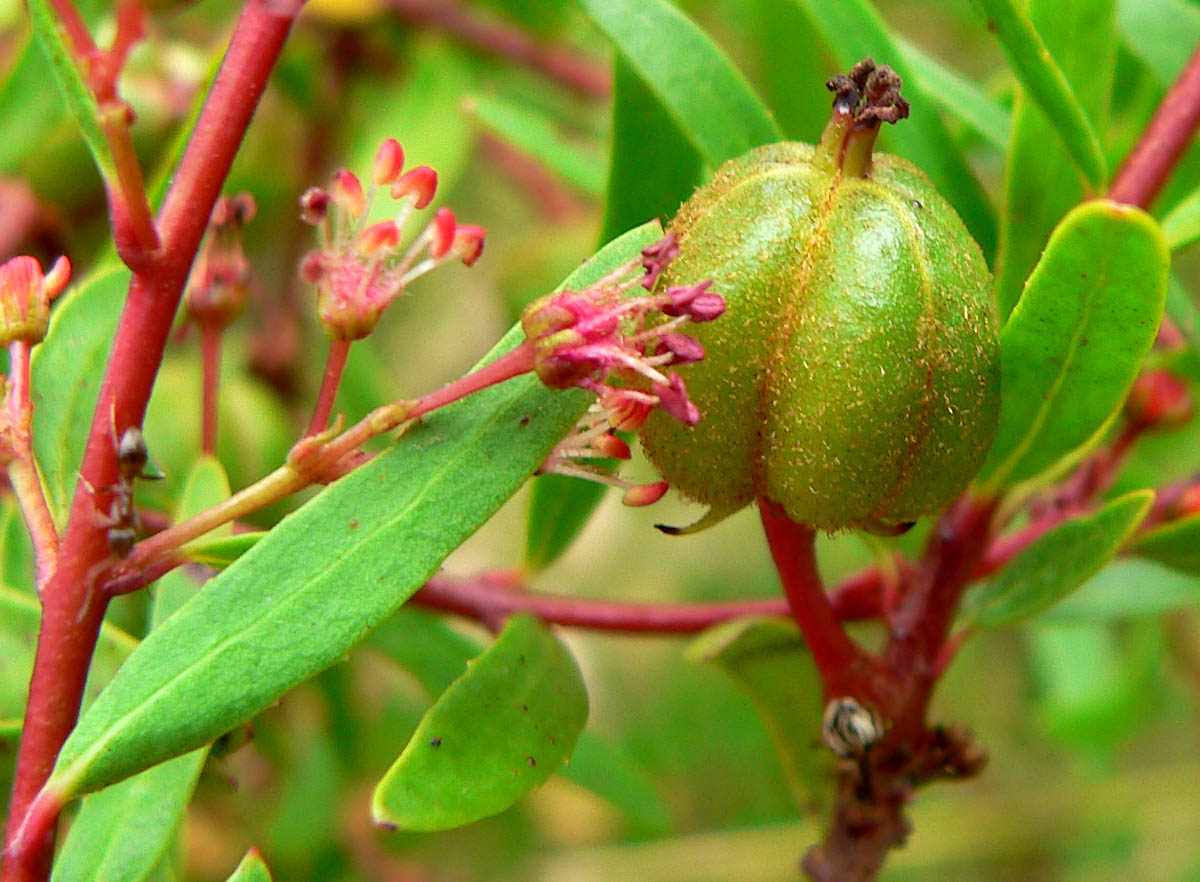
Tetracoccus dioicus, Picrodendraceae

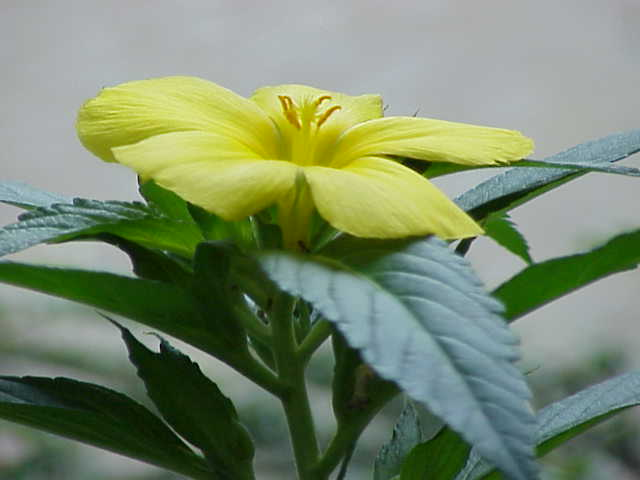
Turnera ulmifolia, Passifloraceae

Die Malpighienartigen (Malpighiales) sind eine der größten und vielfältigsten Ordnungen der Bedecktsamigen Pflanzen (Magnoliopsida). Sie umfasst 39 Familien, über 700 Gattungen und etwa 16.000 Arten. Damit machen die Malpighiales etwa 6 % der Bedecktsamigen Pflanzen (Magnoliopsida) und 7,8 % der Eudikotylen aus. Es ist auch die Ordnung mit den meisten Familien.
Die meisten Arten der Malpighiales sind verholzende Pflanzen, die überwiegend in den Tropen und Subtropen der Neuen Welt verbreitet sind. Dort haben sie eine große ökologische Bedeutung, denn etwa 28 % der verholzenden Pflanzen im Unterwuchs tropischer Regenwälder gehören zu Familien dieser Ordnung.
Innerhalb der Malpighiales finden sich viele gut bekannte Familien und Gattungen, wie die Wolfsmilchgewächse (Euphorbiaceae), Weidengewächse (Salicaceae), Passionsblumengewächse (Passifloraceae), Veilchengewächse (Violaceae) und Leingewächse (Linaceae). Es finden sich auch viele Nutzpflanzen, wie Lein (Linum, Linaceae), Weiden (Salix, Salicaceae), Passionsfrucht/Grenadilla (Passiflora, Passifloraceae), Johanniskraut (Hypericum, Hypericaceae), Acerola (Malpighia, Malpighiaceae) und Maniok (Manihot, Euphorbiaceae).

## Beschreibung
Die Familien wurden dieser Ordnung nach molekulargenetischen Daten zugeordnet, morphologisch sind sie sehr heterogen. Gemeinsame morphologische Eigenschaften für alle Familien sind kaum vorhanden.
Es sind meist Nebenblätter vorhanden. Meist sind drei Fruchtblätter zu einem Fruchtknoten verwachsen.

## Systematik

### Geschichte der Klassifikation
Die Malpighiales waren eines der großen unerwarteten Ergebnisse der molekularen Systematik. Die erste Evidenz für diese Gruppe kam bereits aus der ersten großen molekularsystematischen Studie der Blütenpflanzen von Chase et al. (1993). Hier wurde ein Monophylum bestehend aus den Familien Chrysobalanaceae, Erythroxylaceae, Violaceae, Ochnaceae, Euphorbiaceae, Humiriaceae, Passifloraceae und Malpighiaceae gefunden. Eine nahe Verwandtschaft dieser Familien war jedoch in früheren Klassifikationssystemen nicht vermutet worden. Die erste Auflage der Angiosperm Phylogeny Group Klassifikation (APG I, 1998) erkannte die Malpighiales als eine neue Ordnung an. Der Name Malpighiales wurde zu Ehren des italienischen Arztes und Biologen Marcello Malpighi vergeben. Der erste Autor, dem der Name Malpighiales zugeschrieben wird, ist Carl Friedrich Philipp von Martius in seinem Conspectus regni vegetabilis (1835). Die APG übernahm den Namen jedoch von Hutchinson (1967). In den beiden Klassifikationen vor APG von Arthur John Cronquist (1981) und Armen Tachtadschjan (1997) waren die jetzt als Malpighiales zusammengefassten Familien auf 10 bis 18 Ordnungen in den Klassen Rosidae und Dilleniidae verteilt.
Alle phylogenetischen Studien bestätigten die Malpighiales als eine klare monophyletische Gruppe. Jedoch konnten die Verwandtschaftsverhältnisse zwischen den einzelnen Familien bisher nur unzureichend rekonstruiert werden, und die Malpighiales sind die bisher am wenigsten verstandene Ordnung der Blütenpflanzen.

### Verwandte innerhalb der Rosiden
Die Malpighiales gehören zu den Rosiden, innerhalb deren Untergruppe Eurosiden I sind die Malpighiales Teil des so genannten COM-Clade, COM steht hierbei für Celastrales, Oxalidales und Malpighiales. Diese drei Ordnungen bilden eine gut gesicherte Gruppe, in der die Malpighiales mit großer Wahrscheinlichkeit Schwester zu den Oxalidales sind.
|  | Spindelbaumartige                                                    |
|  |                                                                      |
|  | \| \| Sauerkleeartige \| \| \| \| \| \| Malpighienartige \| \| \| \| |
|  |                                                                      |
|  | Sauerkleeartige                                                      |
|  |                                                                      |
|  | Malpighienartige                                                     |
|  |                                                                      |

|  | Sauerkleeartige  |
|  |                  |
|  | Malpighienartige |
|  |                  |

### Innere Systematik
Die APG-II-Klassifikation (2003) folgte weitgehend der von 1998. In der letzten Version APG III (2009) sind die beiden Familien Rafflesiaceae und Calophyllaceae als neu anzuerkennende Familien hinzugekommen.
Folgende Familien gehören nach APG III (2009) zu den Malpighiales:
- Achariaceae
- Balanopaceae
- Bonnetiaceae
- Calophyllaceae
- Caryocaraceae
- Centroplacaceae
- Goldpflaumengewächse (Chrysobalanaceae)
- Clusiaceae
- Ctenolophonaceae
- Dichapetalaceae
- Tännelgewächse (Elatinaceae)
- Rotholzgewächse (Erythroxylaceae) (inklusive Aneulophus)
- Wolfsmilchgewächse (Euphorbiaceae)
- Euphroniaceae
- Goupiaceae
- Humiriaceae
- Johanniskrautgewächse (Hypericaceae)
- Irvingiaceae
- Ixonanthaceae
- Lacistemataceae
- Leingewächse (Linaceae)
- Lophopyxidaceae
- Malpighiengewächse (Malpighiaceae)
- Ochnaceae inklusive Medusagynaceae und Quiinaceae
- Pandaceae
- Passionsblumengewächse (Passifloraceae) inklusive Malesherbiaceae und Turneraceae
- Phyllanthaceae
- Picrodendraceae
- Podostemaceae
- Putranjivaceae
- Rafflesiengewächse (Rafflesiaceae)
- Rhizophoragewächse (Rhizophoraceae)
- Weidengewächse (Salicaceae)
- Trigoniaceae
- Veilchengewächse (Violaceae)

Die Verwandtschaftsbeziehungen der Familien untereinander sind Gegenstand aktueller Forschung. Wurdack & Davis (2009) fassen folgende Familien zu Gruppen zusammen:
- Malesherbiaceae, Turneraceae, Passionsblumengewächse (Passifloraceae), Veilchengewächse (Violaceae), Goupiaceae, Achariaceae, Lacistemataceae, Samydaceae, Scyphostegiaceae und Weidengewächse (Salicaceae)
- Balanopaceae, Euphroniaceae, Chrysobalanaceae, Dichapetalaceae und Trigoniaceae
- Bonnetiaceae, Clusiaceae, Johanniskrautgewächse (Hypericaceae) und Podostemaceae
- Nagelbeergewächse (Ochnaceae), Quiinaceae und Medusagynaceae
- Lophopyxidaceae und Putranjivaceae
- Malpighiengewächse (Malpighiaceae) und Tännelgewächse (Elatinaceae)
- Phyllanthaceae und Picrodendraceae
- Wolfsmilchgewächse (Euphorbiaceae) und Rafflesiengewächse (Rafflesiaceae)
- Rhizophoragewächse (Rhizophoraceae) und Rotholzgewächse (Erythroxylaceae)

Die Familien Ctenolophonaceae, Centroplacaceae, Caryocaraceae, Humiriaceae, Irvingiaceae, Ixonanthaceae, Leingewächse (Linaceae) und Pandaceae stehen dabei isoliert.